# Marco Lazzaroni
Marco Lazzaroni (Udine, 18 maggio 1995) è un rugbista a 15 italiano, attivo nel ruolo di seconda e terza linea del Benetton in Pro14..

## Biografia
Lazzaroni si formò rugbisticamente iniziando a giocare nella Leonorso Rugby Udine, fino ad approdare nel 2012 all'accademia della Benetton. Disputò l'Eccellenza 2013-14 con il Mogliano e a fine stagione, nel mese di giugno, vestì la maglia della nazionale Under-20 partecipando al campionato mondiale giovanile 2014 che si svolse in Nuova Zelanda.
Dopo un anno passato al Mogliano, nel 2014 Lazzaroni tornò al Benetton Treviso cominciando a giocare nel Pro12 con la franchigia veneta. Nel 2015 ebbe pure l'opportunità di collezionare cinque presenze con l'Italia seven; non tardò ad arrivare nemmeno il debutto con la nazionale maggiore, avvenuto il 24 giugno 2017 a Brisbane subentrando dalla panchina nel corso del test match perso 40-27 contro l'Australia.